# Cuckmere

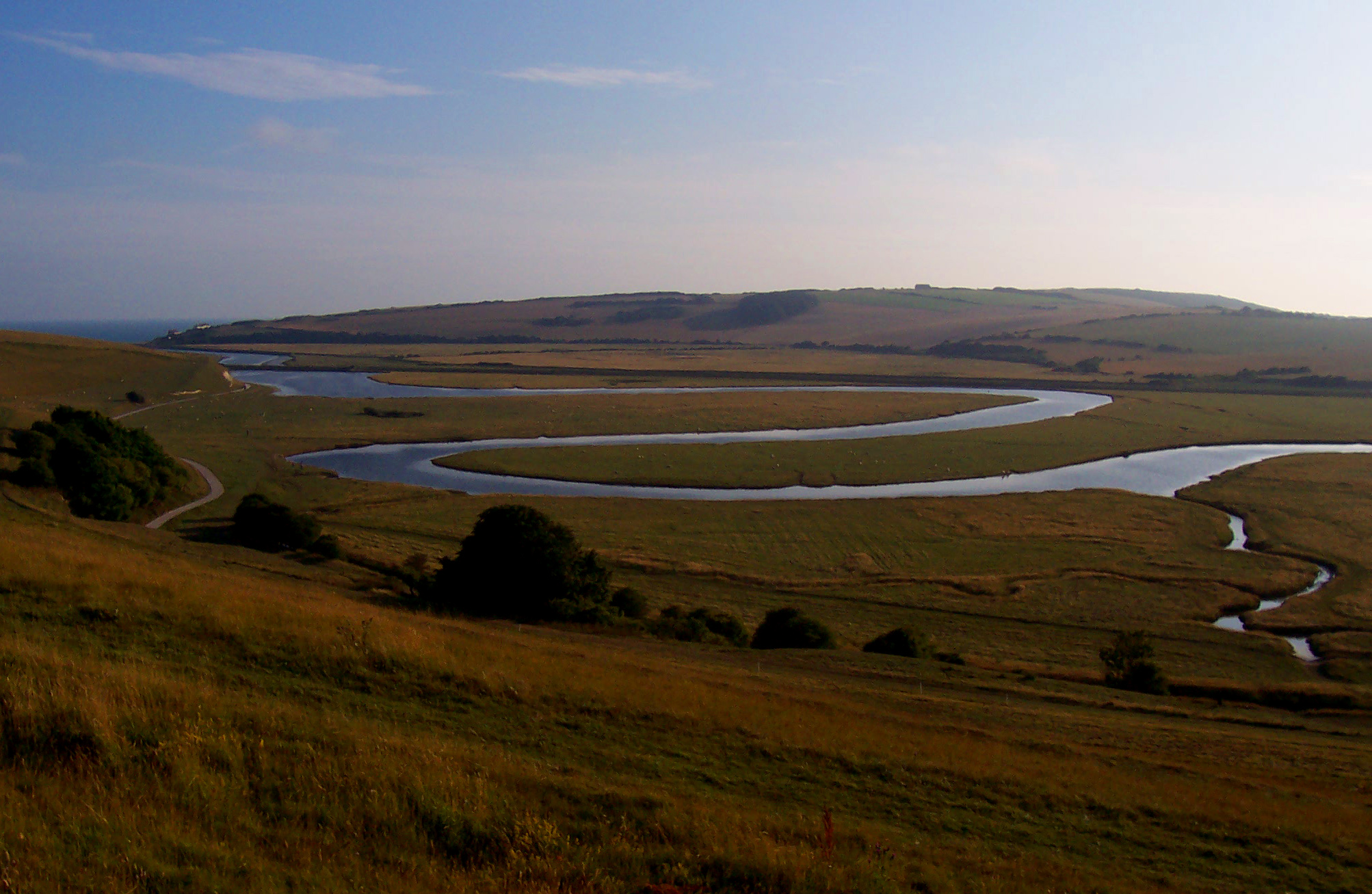
Meandr řeky Cuckmere

Cuckmere je 32 km dlouhá řeka, která pramení na jižních svazích oblasti Weald nedaleko Heathfieldu ve Východním Sussexu v jihovýchodní Anglii. Její název pravděpodobně pochází ze staroanglického výrazu s významem „rychle tekoucí“, protože během počátečních 6,5 kilometrů toku klesá o víc než 100 metrů. Vlévá se do Lamanšského průlivu a má jediné nezastavěné ústí na sussexském pobřeží.

## Průběh toku
Na svém horním toku má řeka mnoho přítoků, nejdůležitějším je řeka Bull, s níž se Cuckmere stéká již asi po 2,5 kilometrech toku přímo ve vsi Hellingly. Odtud pak pokračuje její hlavní říční koryto. Poté co proteče zemědělskou oblastí Nízkého Wealdu, zařízne se Cuckmere do křídových útesů South Downs v Cuckmere Valley, údolí, které nese její jméno. Do Lamanšského průlivu se vlévá v místě zvaném Cuckmere Haven, které leží mezi Seafordem a skupinou křídových útesů zvaných Seven Sisters. V dolní části toku, kde protéká údolní nivou, vytváří řeka meandry. V oblasti přiléhající k vyústění řeky do Lamanšského průlivu se rozkládá Přírodní rezervace Cuckmere Valley. Údolí je z hlediska ochrany přírody velmi významné. Je součástí Národního parku South Downs a bylo prohlášeno za oblast zvláštního vědeckého zájmu.